# تاز-مانیا (مجموعه تلویزیونی)
تاز-مانیا (به انگلیسی: Taz-Mania) یک مجموعه تلویزیونی در ژانر کمدی و ماجراجویی است که توسط کمپانی برادران وارنر در بین سال‌های ۱۹۹۱ تا ۱۹۹۵ میلادی در قالب ۴ فصل ۶۵ قسمتی از شبکه فاکس کیدز پخش شد. این سریال دربارهٔ شخصیت محبوب دنیای لونی تونز، شیطان تاسمانی (تاز) است که در سرزمینی خیالی به نام تازمانیا زندگی می‌کند. براساس این سریال، یک بازی ویدئویی به همین نام برای سگا جنسیس منتشر شد.